# Kirow

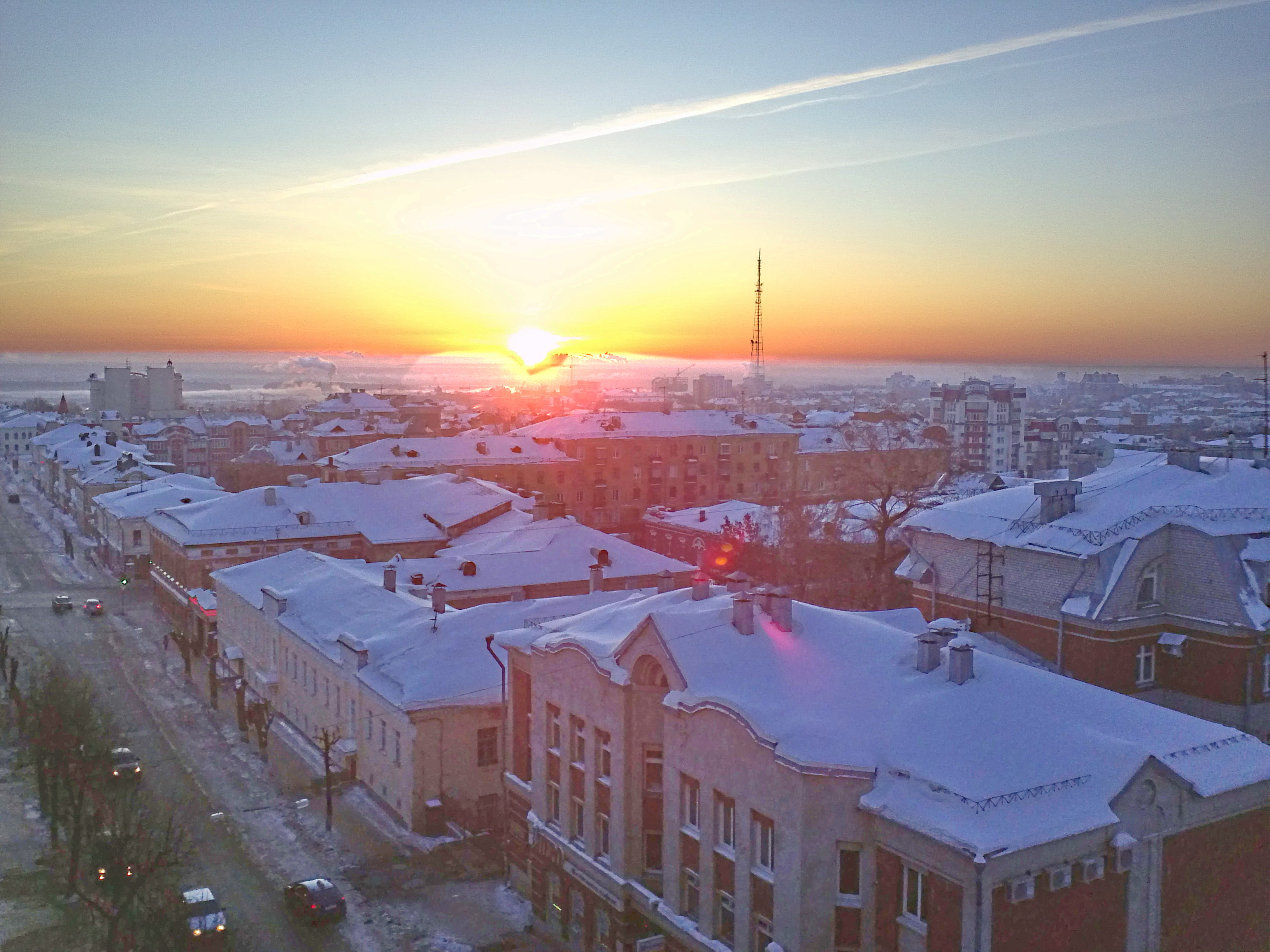
Sonnenaufgang über Kirow

Kirow (russisch Ки́ров; früher Wjatka, russisch Вя́тка; davor Chlynow, russisch Хлы́нов) ist die Gebietshauptstadt der Oblast Kirow in Russland und hat 473.695 Einwohner (Stand 14. Oktober 2010).

## Geografie
Die Stadt liegt an der Transsibirischen Eisenbahn und am schiffbaren Fluss Wjatka (Nebenfluss der Kama und damit im Einzugsbereich der Wolga). Kirow liegt knapp 800 km Luftlinie ostnordöstlich von Moskau. Die nächstgelegene Stadt ist gut 20 km östlich Kirowo-Tschepezk.
Das Stadtgebiet von Kirow ist verwaltungstechnisch in vier Bezirke (Rajons) gegliedert, außerdem sind der Stadtverwaltung acht ländliche Bezirke mit insgesamt 135 Ortschaften unterstellt.
|                       | Jan   | Feb   | Mär  | Apr  | Mai  | Jun  | Jul  | Aug  | Sep  | Okt  | Nov  | Dez   |   |      |
| Mittl. Tagesmax. (°C) | −10,8 | −8,3  | −1,2 | 7,9  | 16,4 | 21,1 | 23,2 | 20,4 | 13,4 | 4,5  | −2,5 | −7,6  | ⌀ | 6,4  |
| Mittl. Tagesmin. (°C) | −17,5 | −14,9 | −8,5 | −0,5 | 6,4  | 11,1 | 13,9 | 11,3 | 6,1  | −0,6 | −7,1 | −13,3 | ⌀ | −1,1 |
|                       |       |       |      |      |      |      |      |      |      |      |      |       |   |      |
| Niederschlag (mm)     | 38    | 23    | 24   | 32   | 45   | 79   | 107  | 68   | 87   | 57   | 45   | 44    | Σ | 649  |
|                       |       |       |      |      |      |      |      |      |      |      |      |       |   |      |
| Regentage (d)         | 11    | 8     | 8    | 8    | 8    | 10   | 11   | 10   | 11   | 12   | 13   | 13    | Σ | 123  |

| −17,5 |

| −14,9 |

| −8,5 |

| −0,5 |

| 6,4 |

| 11,1 |

| 13,9 |

| 11,3 |

| 6,1 |

| −0,6 |

| −7,1 |

| −13,3 |

| −17,5 |

| −14,9 |

| −8,5 |

| −0,5 |

| 6,4 |

| 11,1 |

| 13,9 |

| 11,3 |

| 6,1 |

| −0,6 |

| −7,1 |

| −13,3 |

## Geschichte

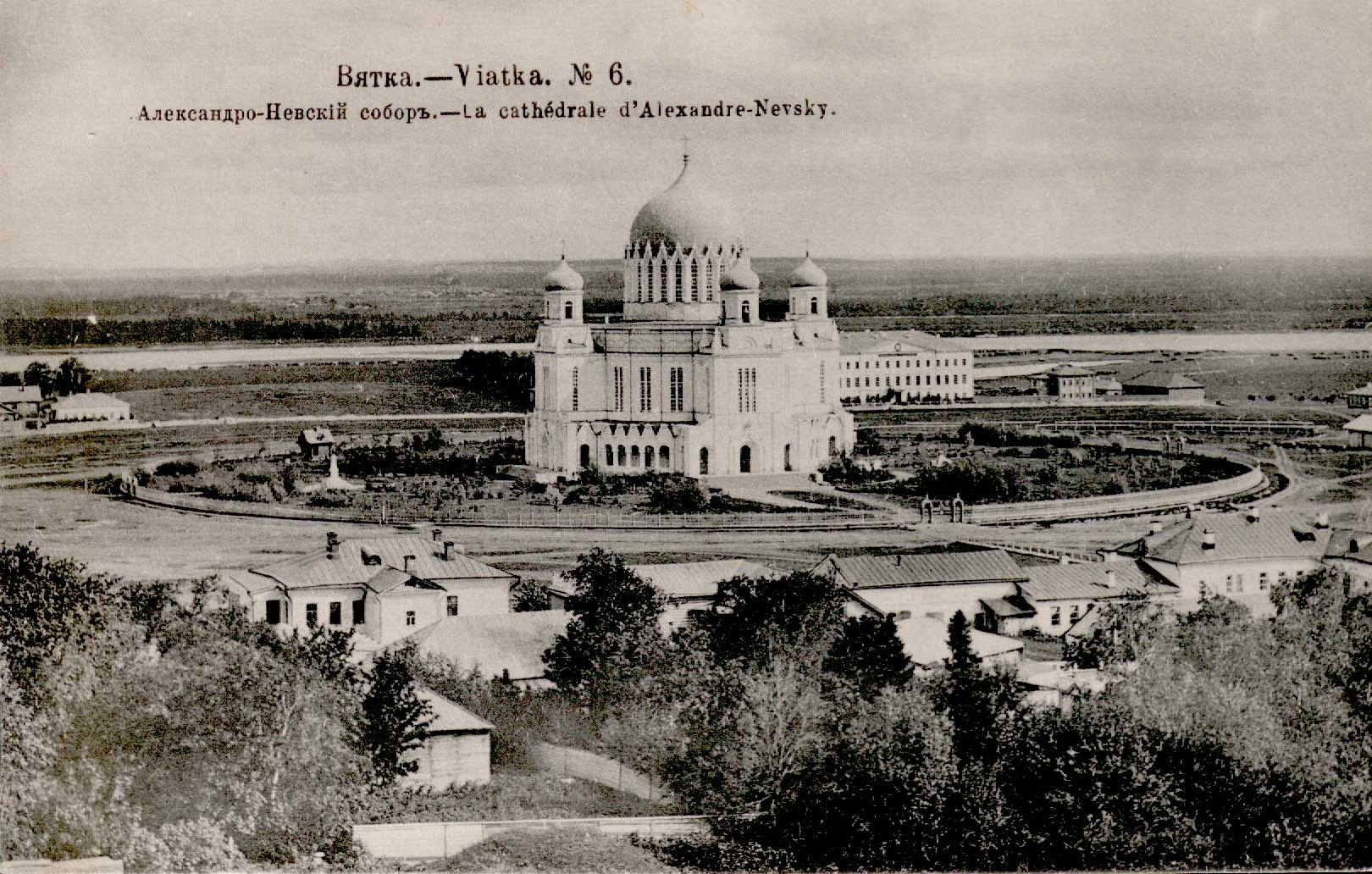
Die Alexander-Newski-Kathedrale in Kirow, in den 1930er Jahren zerstört

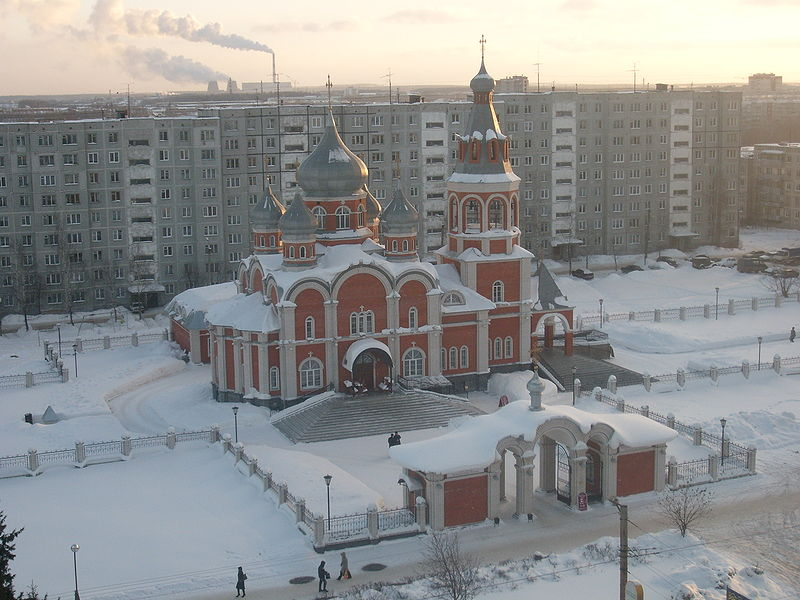
Ein Wohngebiet und die Pantaleonskirche in Kirow

Die Stadt wurde erstmals in Urkunden des Jahres 1374 erwähnt. Sie wurde ursprünglich als Außenposten namens Chlynow (Хлынов) während der Feldzüge von Nischni Nowgoroder Siedlern gegen Städte der Goldenen Horde gegründet. Stadthistoriker gehen davon aus, dass die Gründung bereits Ende des 12. Jahrhunderts erfolgte. Wie es für russische Grenzortschaften der damaligen Zeit üblich war, entstand in Chlynow eine Festung nach Art eines altrussischen Kremls mit einer etwa zwei Meter hohen Umfriedungsmauer.
Im 14. und 15. Jahrhundert stellte das Wjatkaland, von dem auch Chlynow später seinen noch bis 1934 gültigen Namen Wjatka erhielt, ein politisch vergleichsweise autonomes Gebilde im Besitz des Nischni Nowgoroder Fürstentums dar. Nach einem Feldzug von Truppen des Moskauer Großfürsten Iwan III. im Jahr 1489 kam Chlynow endgültig an das Großfürstentum Moskau. Noch bis Mitte des 16. Jahrhunderts, als Russland Reste der ehemaligen Goldenen Horde (darunter das nahe gelegene Khanat Kasan) eroberte, stellte Chlynow einen wichtigen Grenzposten dar. Zugleich entwickelten sich dort Handwerke sowie Handel mit landwirtschaftlichen Erzeugnissen. Im 17. Jahrhundert wurde Chlynow darüber hinaus erstmals als Verbannungsort für in Ungnade gefallene Adlige und später für unliebsame politische Aktivisten genutzt. Diese Funktion behielt es noch bis ins frühe 20. Jahrhundert hinein.
1781 wurde die Stadt, die bereits Ende des 17. Jahrhunderts als der größte Ort im Nordosten des europäischen Teils Russlands galt, offiziell in Wjatka (Вятка) umbenannt. 1796 wurde das Gouvernement Wjatka gebildet.
Im Verlauf des Russischen Bürgerkrieges in den 1920er-Jahren kam es in Wjatka zu schweren Zerstörungen, da das Gouvernement aufgrund seiner verkehrstechnisch günstigen Lage an wichtigen Eisenbahnlinien stark umkämpft war. Am 7. Dezember 1934 erhielt die Stadt ihren jetzigen Namen nach dem Politiker Sergei Kirow, dessen Ermordung knapp eine Woche zuvor die Stalinschen Terrormaßnahmen auslöste. Zeitgleich wurde sie Hauptstadt der auf dem ehemaligen Territorium des Gouvernements Wjatka (Sergei Kirow war hier, in der Stadt Urschum, aufgewachsen) neu gebildeten Region Kirow (russisch Ки́ровский край/Kirowski krai), die zwei Jahre später – unter Ausgliederung Udmurtiens – in Oblast Kirow umbenannt wurde.
In der Stadt Kirow bestanden die beiden Kriegsgefangenenlager 101 und 307 für deutsche Kriegsgefangene des Zweiten Weltkriegs. Dem Lager 307 zugeordnet waren die beiden Kriegsgefangenenhospitäler 3007, Wolosniza, und 3171, Chalturin.
1991 gab es Versuche, die Stadt wieder in Wjatka umzubenennen, der Name setzte sich jedoch im Alltag nicht durch.

### Bevölkerungsentwicklung
| Jahr | Einwohner | Nowowjatsk      |
| 1897 | 25.008    |                 |
| 1926 | 62.097    |                 |
| 1939 | 143.558   | 3.411 (Wjatski) |
| 1959 | 252.416   | 19.401          |
| 1970 | 332.503   | 26.408          |
| 1979 | 389.533   | 31.866          |
| 1989 | 440.240   | 37.880          |
| 2002 | 457.578   |                 |
| 2010 | 473.695   |                 |

Anmerkung: Volkszählungsdaten
Die in den 1930er-Jahren entstandenen Siedlungen städtischen Typs Wjatski und Lessosawodskoi wurden am 28. März 1955 zur Stadt Nowowjatsk vereinigt und diese am 1. November 1989 nach Kirow eingemeindet.

## Wirtschaft

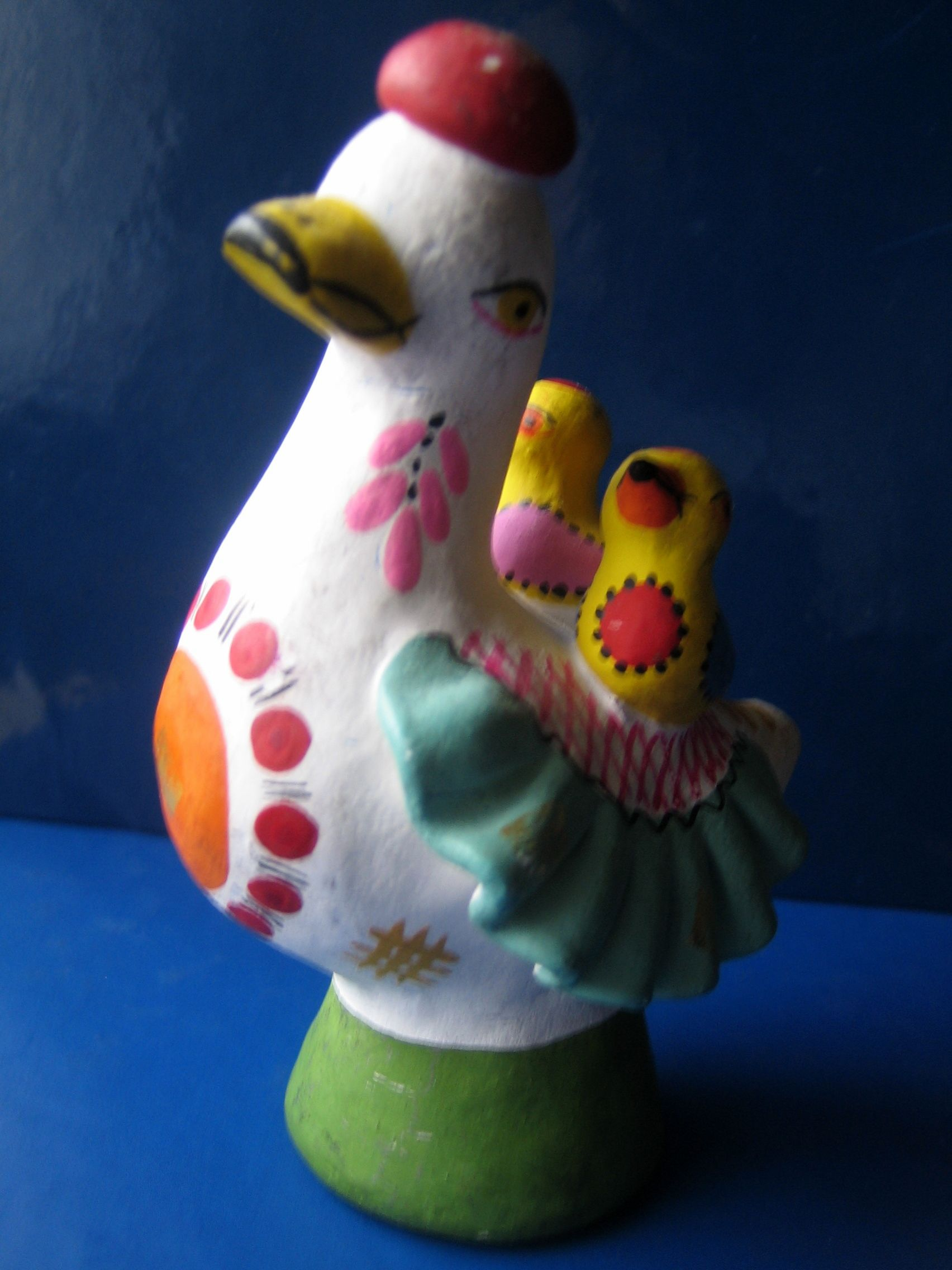
Eine Dymkower Tonfigur

Seit dem frühen 20. Jahrhundert gilt Kirow als wichtige Industriestadt. Die größten Betriebe gibt es in den Bereichen Maschinen- und Gerätebau, Elektrotechnik, Elektronik, mikrobiologische Industrie, Holzverarbeitung, Lebensmittel- und Leichtindustrie. Überregional bekannt ist auch die traditionelle Spielzeugherstellung (Dymkower Tonfiguren), die im heutigen Kirow etwa seit dem 16. Jahrhundert betrieben wird.

## Verkehr
Kirow ist über die föderale Fernstraße R176 „Wjatka“ an das russische Fernstraßennetz angeschlossen. Hier wird sie von der R243 gekreuzt, die von Kostroma über Perm nach Atschit führt. Es hat darüber hinaus einen Bahnhof an der Transsibirischen Eisenbahn, einen Binnenhafen an der Wjatka sowie einen Flughafen namens Pobedilowo.
Im Mai 1937 wurde die Errichtung eines Straßenbahnnetzes mit 6 Linien beschlossen. Baubeginn war Mai 1940. Die Eröffnung war für den 1. November 1941 geplant. Bis Sommer 1941 waren bereits das Depot für 200 Wagen sowie 3 km der geplanten Linie 1 fertiggestellt, jedoch noch keine elektrischen Anlagen installiert. In Folge des Kriegsbeginns im Juni 1941 wurden die Arbeiten abgebrochen. Das Depot wurde im Jahr 1943 an die städtischen Wasserwerke übergeben, die Streckengleise waren noch bis in die 1960er Jahre im Straßenplan erhalten.
Durch die Verlagerung kriegswichtiger Industrie nach Kirow verstärkte sich der Bedarf nach einem leistungsfähigeren Transportsystem. Im Dezember 1942 wurde der Bau eines Obusnetzes mit aus Leningrad evakuiertem Material beschlossen und am 30. März 1943 genehmigt. Ende April traf eine erste Lieferung von 6 gebrauchten Wagen vom Typ JaTB-1 (Baujahr 1936) sowie Betriebsausrüstung aus Leningrad ein, wurde jedoch durch einen Bombenangriff beschädigt. Ende Juni wurde mit dem Bau begonnen, und nach 3 Monaten wurde die erste 4,2 km lange Strecke zwischen dem Bahnhof und dem Hotel Zentral am 5. November 1943 fertiggestellt. Die Eröffnung erfolgte als Teil der Festlichkeiten zum Jahrestag der Oktoberrevolution am 7. November 1943 um 18:15 Uhr mit zwei feierlich beleuchteten Wagen.
Heute (2007) werden im öffentlichen Verkehr Strecken mit 816 km (695 km Bus, 92 km Obus, 58 km Marschrutki) Länge betrieben. An Fahrzeugen stehen 545 Busse, 120 Obusse und 39 Marschrutki zur Verfügung. Im Jahr 2008 wurden mehr als 121,6 Millionen Passagiere befördert.

## Kultur und Bildung

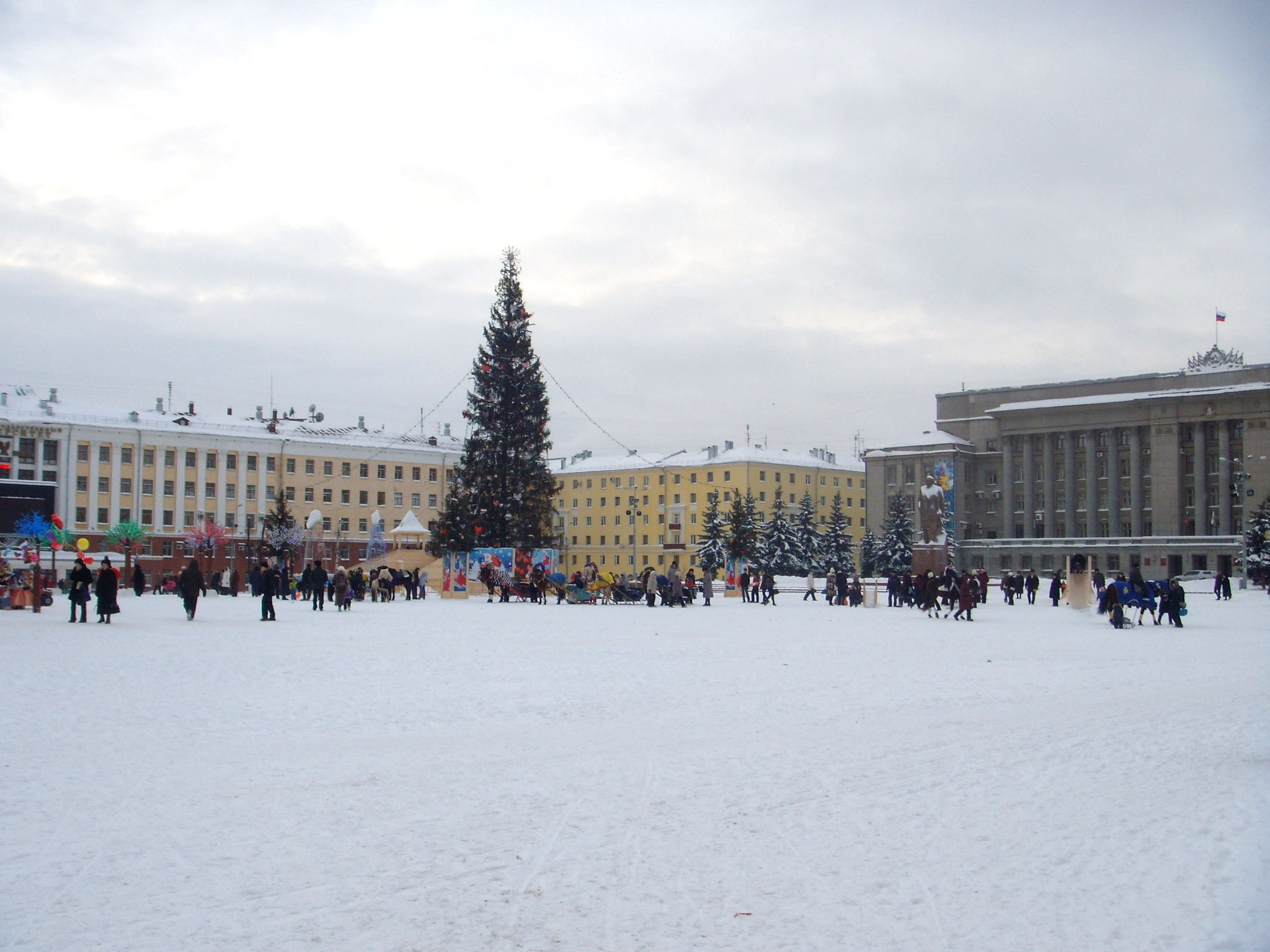
Der Theaterplatz in Kirow

Kirow ist Sitz mehrerer Hochschulen und Universitäten sowie der Regionalregierung für das Verwaltungsgebiet Oblast Kirow. Es hat mehrere Theater und Museen (u. a. zu den Schriftstellern Grin und Saltykow-Schtschedrin).

### Weiterführende Bildungseinrichtungen

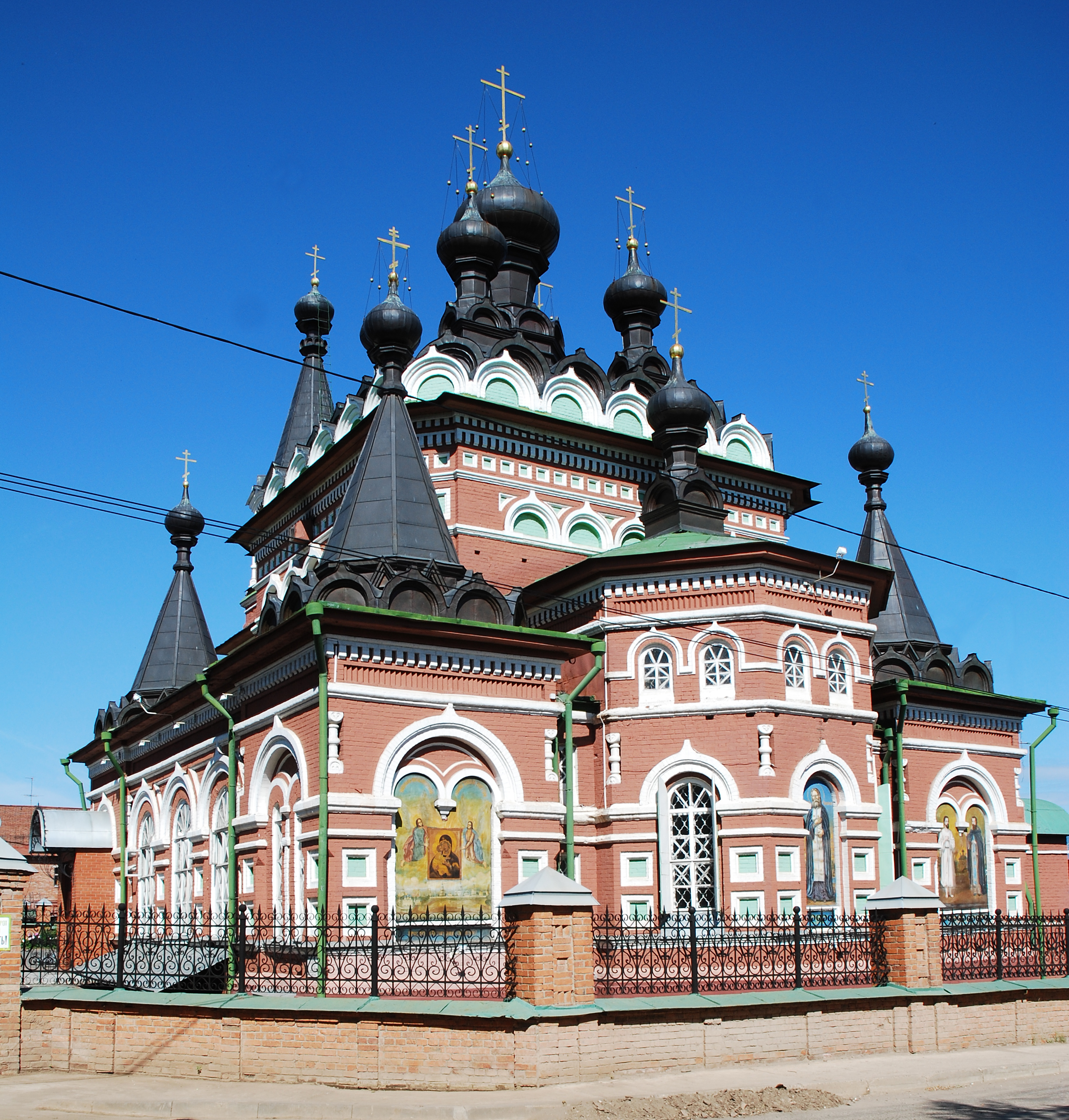
Kirche des Hl. Serafim von Sarov

- Fakultät der Staatlichen Juristischen Akademie Moskau
- Fakultät des Allrussischen Ferninstituts für Finanzen und Ökonomie
- Filiale der Universität der Russischen Akademie für Bildungswesen
- Filiale des Geisteswissenschaftlich-Ökonomischen Instituts Moskau
- Filiale des Instituts für ökonomische Außenbeziehungen, Ökonomie und Recht in Sankt Petersburg
- Institut für soziale Entwicklung und Landeskunde
- Staatliche Medizinakademie Kirow
- Staatliches Medizininstitut Kirow
- Staatliche Landwirtschaftliche Akademie
- Staatliche Geisteswissenschaftliche Universität
- Staatliche Universität
- Technische Universität

## Sport
In Kirow ist der Fußballverein FK Dynamo Kirow beheimatet, der die Stadt in der dritthöchsten russischen Spielklasse vertritt. Der Bandyverein HK Rodina Kirow nimmt am Spielbetrieb der Superliga teil.

## Städtepartnerschaften
Kirow unterhält eine Städtepartnerschaft mit der polnischen Stadt Siedlce.

## Ehrenbürger und Ehrenbürgerinnen der Stadt
- Tamara Aschichmina (* 1945), Chemikerin, Ökologin und Hochschullehrerin

## Söhne und Töchter der Stadt
- Timofei Schmalew (1736–1789), Offizier und von 1771 bis 1773 Kommandant von Kamtschatka
- Alexander Neljubin (1785–1858), russischer Pharmakologe und Hochschullehrer
- Wladimir Karawajew (1811–1892), Chirurg und Augenarzt
- Marija Corsini (1815–1859), Schriftstellerin und Übersetzerin
- Matwei Gussew (1826–1866), Astronom
- Nikolai Tschaikowski (1851–1926), Sozialrevolutionär
- Nikolai Tichomirow (1857–1900), Verkehrsingenieur
- Alexander Galizki (1863–1921), Landarzt und Schachkomponist
- Wladimir Senilow (1875–1918), Komponist
- Alexei Radakow (1877–1942), Karikaturist
- Sergei Troinizki (1882–1948), Genealoge, Kunsthistoriker und Heraldiker
- Juri Wasnezow (1900–1973), Maler und Illustrator
- Alexander Miltschakow (1903–1973), Politiker
- Natalija Belowa (1917–1983), Altertumsforscherin und Hochschullehrerin
- Michail Porai-Koschiz (1918–1994), Chemiker, Kristallograf und Hochschullehrer
- Sussanna Amirowa (1919–2006), Chemikerin und Hochschullehrerin
- Marija Issakowa (1920–2011), Eisschnellläuferin
- Swetlana Pletnjowa (1926–2008), Historikerin, Archäologin und Hochschullehrerin
- Walentin Janin (1929–2020), Historiker, Numismatiker, Archäologe und Hochschullehrer
- Dmitri Kotschkin (* 1934), Nordischer Kombinierer
- Wjatscheslaw Drjagin (1940–2002), Nordischer Kombinierer
- Andrei Towmassjan (1942–2014), Jazzmusiker
- Boris Kusnezow (* 1944), Rechtsanwalt
- Wladimir Urin (* 1947), Opernregisseur und -intendant
- Jewgenija Gortschakowa (* 1950), russisch-deutsche Künstlerin und Kuratorin
- Sergei Loschkin (* 1951), Mathematiker, Kybernetiker und Hochschullehrer
- Waleri Okulow (* 1952), Politiker[7]
- Ilmar Taska (* 1953), estnischer Filmregisseur, Produzent, Drehbuchautor und Schriftsteller
- Alexei Borowitin (* 1954), Skispringer
- Olga Pleschkowa (* 1956), Eisschnellläuferin
- Olga Kuragina (* 1959), Leichtathletin
- Oleg Perwakow (* 1960), Großmeister für Schachkomposition
- Oleksandr Apajtschew (* 1961), Zehnkämpfer
- Pawel Schabalin (* 1961), Bergsteiger
- Waleri Dudin (* 1963), Rennrodler
- Alexei Kusmitschow (* 1963), Manager
- Dmitri Schakulin (* 1968), Basketballtrainer
- Ihar Obuchou (* 1969), sowjetisch-belarussischer Skilangläufer
- Alexei Solodjankin (* 1972), Skispringer
- Timofei Tribunzew (* 1973), Theater- und Filmschauspieler
- Alexander Wolkow (* 1978), Skispringer
- Ekaterina Atalık (* 1982), Schachspielerin
- Iwan Schefer (* 1983), Eistänzer
- Jekaterina Schichowa (* 1983), Eisschnellläuferin
- Oxana Domnina (* 1984), Eistänzerin
- Anna Alminowa (* 1985), Mittelstreckenläuferin
- Alexei Sitnikow (* 1986), Eistänzer
- Andrei Malych (* 1988), Fußballspieler
- Julija Slobina (* 1989), Eistänzerin
- Alexei Suworow (* 1991), Eisschnellläufer
- Alexandra Babinzewa (* 1993), Judoka
- Kirill Kotik (* 1998), Skispringer
- Danil Lipowoi (* 1999), Fußballspieler
- Alexandra Baranzewa (* 2001), Skispringerin
- Lidija Jakowlewa (* 2001), Skispringerin
- Jaroslaw Gladyschew (* 2003), Fußballspieler